# Marco Boglione
Marco Boglione (Torino, 9 maggio 1956) è un imprenditore italiano, fondatore e presidente della BasicNet, azienda proprietaria dei marchi Kappa, Robe di Kappa, K-Way, Superga, Jesus Jeans, Briko e Sebago.

## Biografia

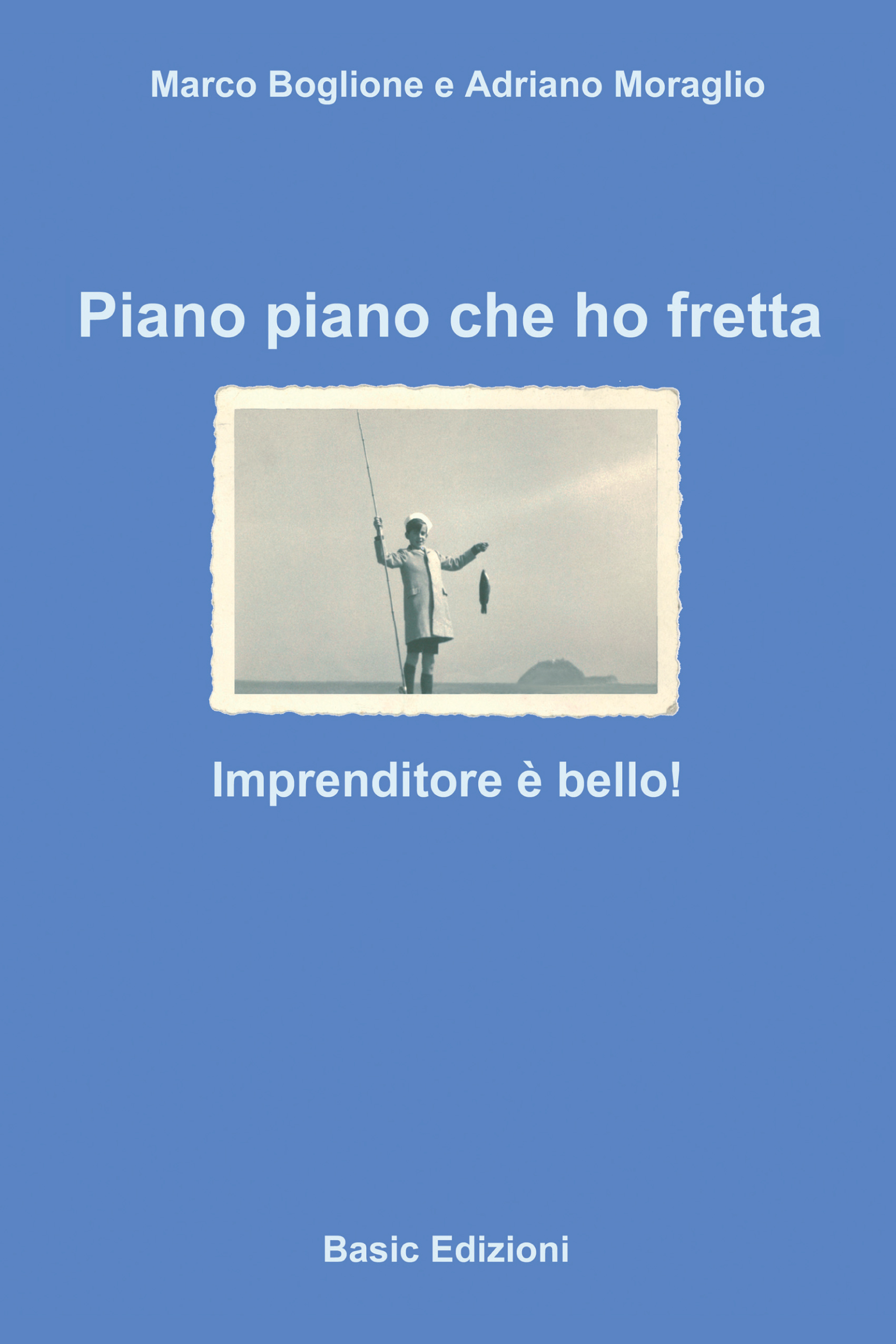
“Piano piano che ho fretta. Imprenditore è bello!” è un libro in cui Marco Boglione racconta la sua avventura umana e imprenditoriale attraverso conversazioni con Adriano Moraglio.

Diplomatosi nel 1974 all'Istituto Filippin di Paderno del Grappa, Marco Boglione comincia gli studi in ingegneria presso il Politecnico di Torino. Nel 1975 abbandona gli studi e ottiene un lavoro come copywriter in una piccola agenzia pubblicitaria. Sei mesi dopo è assunto al Maglificio Calzificio Torinese SpA come assistente dell'amministratore delegato. All'età di 25 anni è nominato direttore commerciale e marketing.
A seguito di tale esperienza fonda con Luciano Antonino la Football Sport Merchandise, una delle prime aziende in Europa a produrre e commercializzare, su licenza, abbigliamento e accessori con i marchi e i colori sociali delle principali squadre di calcio.
Nel 1995 acquista il Maglificio Calzificio Torinese (azienda per cui aveva precedentemente lavorato, proprietaria dei marchi Kappa, Robe di Kappa e Jesus Jeans), che si aggiudica all'asta fallimentare del 28 ottobre 1994. Costituisce così la BasicNet, diventandone anche il presidente. Nel 1999 BasicNet viene quotata alla Borsa Italiana. Nel 2004 la holding diventa proprietaria del marchio K-Way e, nel 2007, di Superga, di cui era già licenziatario mondiale. Nel luglio 2017 BasicNet acquisisce anche i marchi Briko e Sebago.
Nel 2009 Marco Boglione e Adriano Moraglio hanno scritto il libro Piano piano che ho fretta. Imprenditore è bello! (BasicEdizioni), tradotto l'anno dopo in inglese con il titolo Slowly please, I'm in a hurry. Entrepreneur is cool!.
Il 24 novembre 2010 Marco Boglione si è aggiudicato in un'asta uno dei pochissimi Apple I ancora in circolazione per 157.245 euro.
Il 17 aprile 2017 è diventato l’unico proprietario dell'isola di Culuccia, situata sulla costa nordest della Sardegna.
Dal 2020 è il presidente della Fondazione Cavour, organo che si occupa di divulgare il nome e le gesta di Camillo Benso Conte di Cavour, oltre che di gestire il Memoriale Cavouriano di Santena, situato all'interno del Castello Cavour di Santena.

## Altri incarichi
Marco Boglione ha ricoperto diverse cariche istituzionali: dal 1995 al 2019 è stato membro del Consiglio per le Relazioni fra Italia e Stati Uniti. Tra il 2000 e il 2006 è stato presidente della Film Commission Torino Piemonte (soci fondatori: Comune di Torino e Regione Piemonte) e del Comitato di Consultazione della Facoltà di Architettura. Dal 2003 al 2006 è stato presidente di ITP (Agenzia per gli Investimenti a Torino e in Piemonte). Dal 2005 è membro del Consiglio di Amministrazione della Fondazione Piemontese per la Ricerca sul Cancro. Dal 2010 al 2016 è stato componente del Consiglio Direttivo dell'Unione Industriale di Torino. Nel 2016 è entrato nel Consiglio generale dell’Unione Industriale di Torino. Dal 2011 al 2017 è stato Presidente della Fondazione del Piemonte per l'Oncologia. Il 2 giugno 2011 il Presidente della Repubblica, Giorgio Napolitano, lo ha nominato Cavaliere del Lavoro. Nel giugno 2014 è entrato nel consiglio Direttivo del Gruppo Piemontese Cavalieri del Lavoro. Nel 2012 è stato tra i soci fondatori della Fondazione Cavour. Dal 2014 al 2017 è stato consigliere di amministrazione della Fondazione Telecom Italia.
Nel maggio 2016, a Montecitorio, viene insignito del Premio Guido Carli per le eccellenze italiane.